# Francisco Camps
Pour les articles homonymes, voir Camps.
Francisco Enrique Camps Ortiz, né le 28 août 1962 à Valence, est un homme politique espagnol, membre du Parti populaire (PP) et ancien président de la Généralité valencienne, de 2003 à 2011.
Il commence sa vie politique dans les années 1990, au niveau municipal, au sein de l'exécutif de la mairie de Valence, dirigé par Rita Barberá. Il est ainsi conseiller délégué à la Circulation, puis premier adjoint à la maire, délégué aux Finances, entre 1991 et 1996.
Cette année-là, il obtient un siège de député de Valence au Congrès des députés. Il y renonce en 1997, quand Eduardo Zaplana en fait le conseiller à la Culture et à l'Éducation de son premier gouvernement de la Généralité valencienne. Il retourne au niveau national en 1999, comme secrétaire d'État aux Administrations territoriales.
Après avoir retrouvé, aux élections de 2000, son siège de député, il devient premier vice-président du Congrès. Il quitte les Cortes Generales en avril 2002, après avoir été nommé délégué du gouvernement dans la Communauté valencienne. À peine trois mois plus tard, le Parti populaire en fait son chef de file pour les élections régionales de 2003.
Ayant remporté la majorité absolue lors de ce scrutin, au cours duquel il est élu député régional de Valence, il est investi président de la Généralité valencienne. À partir de 2004, il cumule cette fonction avec celle de président régional du PP. En 2007, puis 2011, il remporte deux nouveaux mandats, chaque fois avec la majorité absolue au Parlement valencien.
Il démissionne de l'ensemble de ses responsabilités — excepté son siège de député — en juillet 2011, après avoir été mis en examen dans une affaire de financement illégal du Parti populaire. Alberto Fabra lui succède, et il est acquitté en janvier 2012. Il est ensuite mis en cause dans une dizaine d'autres affaires, son parcours se soldant par une mise hors de cause dans 90 % des cas.

## Biographie

### Jeunesse et formation
Après avoir passé son enfance à Borbotó, un quartier de Valence, il étudie dans un collège jésuite, puis obtient une licence de droit à l'université de Valence. C'est au cours de son cursus universitaire qu'il se rapproche de la vie politique, en adhérant aux Nouvelles générations (NNGG) de l'Alliance populaire (AP) en 1982.

### Les débuts locaux
Le 26 mai 1991, il se présente aux élections municipales à Valence, sur la liste du Parti populaire (PP), conduite par Rita Barberá. Élu conseiller municipal, il est nommé adjoint à la Circulation. Après les élections de 1995, il est promu premier adjoint au maire, chargé des Finances et du Patrimoine, ainsi que porte-parole du groupe PP et de la commission municipale des Finances.

### Député national et conseiller régional
Lors des élections générales anticipées du 3 mars 1996, il prend la tête de liste du PP dans la province de Valence et coordonne la campagne du parti dans la Communauté valencienne. Au Congrès des députés, il devient porte-parole de son groupe parlementaire à la commission des Infrastructures. Il est contraint de démissionner à la suite de sa nomination comme conseiller à la Culture, à l'Éducation et à la Science de la Généralité valencienne par Eduardo Zaplana, le 22 février 1997.

### Le retour aux responsabilités nationales
Il renonce à ses fonctions régionales le 22 janvier 1999, après avoir été nommé secrétaire d'État pour les Administrations territoriales, sous la direction du nouveau ministre Ángel Acebes. Il se présente, l'année suivante, aux élections générales du 12 mars 2000, toujours comme tête de liste du PP dans la province de Valence, et revient alors au Congrès des députés, dont il est désigné, le 5 avril suivant, premier vice-président, sous la présidence de Luisa Fernanda Rudi.

### Implantation régionale en deux temps
Il quitte à nouveau le Congrès, le 5 avril 2002, du fait de sa nomination comme délégué du gouvernement dans la Communauté valencienne. Le 10 juillet suivant, le président de la Généralité valencienne, Eduardo Zaplana, est nommé ministre du Travail et remplacé par José Luis Olivas. Cependant, c'est Francisco Camps qui est désigné chef de file du parti pour les élections régionales de 2003, ce qui l'amène à quitter son poste administratif le 10 septembre 2002.

### Président de la Généralité valencienne
Lors de ce scrutin, il obtient 47,9 % des suffrages exprimés et 48 députés sur 89, soit un recul d'un siège et moins d'un point. Le 27 juin suivant, à 40 ans, Francisco Camps est investi président de la Généralité valencienne par le Parlement valencien. Le 28 avril 2004, il succède à Zaplana comme président du PP de la Communauté valencienne (PPCV). Candidat à sa propre succession aux élections régionales de 2007, il remporte 53,2 % des voix, un record régional, et 54 sièges sur 99. Cette domination est confirmée au scrutin de 2011, lorsqu'il recueille 50,6 % des suffrages et 55 élus.

### Un des suspects de l'affaire Gürtel
Au début de l'année 2009, le juge d'instruction Baltasar Garzón, de la cour nationale d'Espagne, décide la mise en examen de Francisco Camps pour sa supposée implication dans le réseau de corruption de « l'affaire Gürtel », conformément au rapport du parquet anti-corruption. Toutefois, ce dernier dispose de l'immunité parlementaire en sa qualité de député régional, et Garzón doit se dessaisir au profit du tribunal supérieur de justice de la Communauté valencienne (TSJCV). Il alors de nouveau mis en examen pour « corruption », pour l'acceptation supposée de cadeaux, en l'espèce des costumes d'une valeur de 12 000 euros, et auditionné par le juge chargé du dossier cinq jours plus tard. Alors que le TSJCV avait maintenu les charges retenues, les poursuites sont finalement abandonnées le 3 août 2009.
Toutefois, environ un mois et demi plus tard, le journal El País révèle plusieurs rapports de police, non admis comme preuve par les juges valenciens, qui démontrent que Camps était parfaitement au courant du réseau de corruption. Sous pression de la direction nationale, Camps décide finalement, début octobre, de se séparer de Ricardo Costa, secrétaire général du PPCV et porte-parole de son groupe au Parlement régional, lui aussi mis en cause dans l'affaire Gürtel.
Au mois de mai 2010, le Tribunal suprême ordonne au TSJCV de rouvrir son information judiciaire contre le président de la Généralité, toujours pour corruption, pour avoir reçu, en sa qualité de représentant public supposé du réseau de corruption, douze costumes et quatre cravates, entre autres, d'une valeur de 14 000 euros,. Malgré cela, le président du PP, Mariano Rajoy, accepte que Camps soit de nouveau candidat en 2011, et la direction du parti approuve les listes présentées à cette occasion, dont neuf candidats sont mis en examen dans ce dossier.

### Démission de la présidence de la Généralité
Le magistrat chargé de l'affaire au TSJCV annonce finalement, le 15 juillet 2011, que Camps sera bien jugé pour corruption, estimant qu'il dispose des preuves suffisantes pour aller au procès. L'affaire pourrait alors être jugée pendant la campagne des prochaines élections législatives, et met en difficulté la direction nationale du PP car celle-ci avait passé un accord avec les socialistes en vue de renforcer les sanctions pénales dans ce type d'affaire. Alors que le PSOE réclame à Mariano Rajoy qu'il force le président de la Généralité à la démission, ce dernier, soutenu notamment par la maire de Valence, Rita Barberá, fait savoir qu'il compte bien terminer son mandat, même en cas de condamnation, la porte-parole du gouvernement régional affirmant que « ni le gouvernement régional, ni les Valenciens » ne partagent la position du juge. À la surprise générale, il fait savoir, le 20 juillet, après un silence de cinq jours, qu'il compte démissionner, tout en clamant son innocence, afin de ne pas mettre en difficulté le PP et Mariano Rajoy.
La direction du PPCV, réunie en urgence quelques heures plus tard, choisit pour le remplacer Alberto Fabra, maire de Castellón de la Plana. Le 25 janvier 2012, il est acquitté des charges qui pesaient contre lui, de même que Ricardo Costa, par cinq voix contre quatre au sein du jury populaire.

### Affaires judiciaires
Il est impliqué dans diverses affaires judiciaires, surtout après avoir quitté la présidence de la Généralité. Par exemple, il est mis en cause dans l'enquête judiciaire sur l'organisation du grand Prix automobile d'Europe 2008 à Valence. En outre, certains mis en examen de la trame valencienne de l'affaire Gürtel ont indiqué que le PP « se finançait avec de l'argent sale ». Ces déclarations ont été très utiles pour les enquêtes du procureur sur les fédérations provinciales du PP,.
Il s’est trouvé impliqué jusque dans 10 affaires judiciaires. En novembre 2021, toutes sauf une, liée à l’affaire Gürtel, ont été classées sans donner lieu à des poursuites contre lui.

### Vie privée
Marié, il est père de trois enfants.